# Chabeuil
Chabeuil là một xã thuộc tỉnh Drôme trong vùng Auvergne-Rhône-Alpes đông nam nước Pháp. Xã Chabeuil nằm ở khu vực có độ cao trung bình 212 mét trên mực nước biển.